# Islam en Arménie

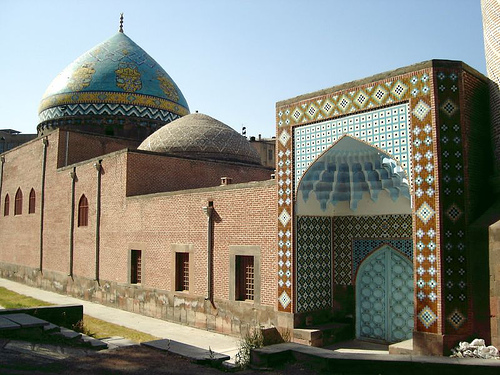
La mosquée bleue à Erevan.

L'islam en Arménie est surtout la religion de résidents temporaires venus d'Iran et d'autres pays musulmans, puisque dans son identité même, l'Arménie s'est construite comme un pays chrétien et en lutte contre les invasions de peuples musulmans. Actuellement, les musulmans sont évalués à un millier.
Lors des invasions arabes, les Arméniens ne se sont pas convertis à l'islam, à l'exception des Hémichis, qui sont ethniquement proches. L'immense majorité de la population musulmane résidant en Arménie a fui le pays lors de la guerre du Haut-Karabagh. Il s'agissait essentiellement de Kurdes, sunnites, et d'Azéris, chiites.

## Histoire

### Les invasions arabes et les révoltes arméniennes
Les Arabes musulmans envahirent l'Arménie en 640. Le prince Théodoros Rechtouni conduisit la défense du pays. En 652, un accord de paix fut conclu octroyant aux Arméniens la liberté de religion. Le prince Théodoros voyagea à Damas, où il fut reconnu par les Arabes comme gouverneur d'Arménie, de Géorgie et d'Albanie du Caucase. À la fin du VIIe siècle, la politique du califat omeyyade envers les chrétiens et la foi chrétienne se durcit. Des représentants spéciaux du calife appelés ostigans furent envoyés en Arménie pour la gouverner. Ils siégèrent dans la ville de Dvin, qui avant cela était la résidence du catholicos arménien.

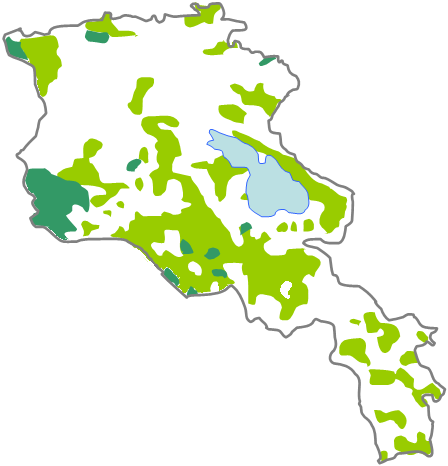
Répartition de la population musulmane en Arménie vers 1890, les zones sunnites étant en vert foncé et les zones chiites en vert clair.

Bien que l'Arménie fût un territoire du califat omeyyade, la plupart des Arméniens conservèrent la foi chrétienne. Plusieurs tentatives de convertir les Arméniens à la foi musulmane échouèrent. Leur obstination exaspéra le calife Abd al-Malik, qui ordonna en 705 à l'un des ostikans de tuer tous les nakharark arméniens. Plus de 400 membres de la noblesse furent coincés dans l'une des églises de la province de Nakhitchevan. Les portes furent fermées, et l'église incendiée. Les historiens arabes postérieurs parlèrent de cette période comme de « l'année du grand incendie ». Le pape Jean VI déclara : « un océan de larmes inonda l'Arménie ». Un grand nombre d'insurrections échouèrent tout au long du VIIIe siècle, à la suite de ce massacre.

### L'époque contemporaine
Au début du XXe siècle, la population d'Erevan, capitale actuelle de l'Arménie, était d'environ 29 000 personnes. Elle était composée de 49 % d'Azéris et de Kurdes, de 48 % d'Arméniens, et de 2 % de Russes. La ville comptait à l'époque sept mosquées chiites. La mosquée bleue est la seule qui reste aujourd'hui. En 1990, une mosquée fut détruite au bulldozer. La guerre du Haut-Karabagh à partir de 1988 a poussé la grande majorité des musulmans arméniens à fuir vers l'Azerbaïdjan.

## Le Coran
La première version imprimée du Coran traduite de l'arabe en arménien fut imprimée en 1910. Une traduction d'après une traduction française fut éditée deux ans plus tard, toujours dans le dialecte arménien occidental. Avec l'aide de l'ambassade d'Iran à Erevan, une nouvelle traduction dans le dialecte oriental fut réalisée par Edvard Hakhverdyan à partir du persan. Mille copies de cette traduction furent imprimées en 2007, après que le résultat eut été approuvé par le centre d'études coraniques de Téhéran.

## Musulmans arméniens célèbres
- Badr al-Djamali, vizir de la dynastie fatimide au Caire, nommé en 1074.
- Bedr ad-Din Lu'lu (en), successeur de la dynastie Zengide, à Mossoul.
- Farqad as-Sabakhi (en), prêcheur et associé d'Al-Hassan al-Basri, anciennement chrétien.